# Matías Maestro
Matías Maestro Alegría (Vitoria, Álava, 22 de febrero de 1766 - Lima, Perú, 7 de enero de 1835) fue un sacerdote, arquitecto, pintor, músico, escritor y escultor español. No existen pinturas o esculturas sobre él.

## Biografía
Hijo de José Maestro y de Antonia Alegría, en su ciudad natal obtiene el grado de Licenciado. El arquitecto, retablista y pintor Matías Maestro llegó a Lima en 1790, gracias a la Expedición Malaspina. En 1792 recibe órdenes del Arzobispo Juan Domingo González de la Reguera y al año siguiente se ordena como sacerdote, quedando bajo la protección del virrey Abascal desde entonces, quien le encargaría reconstruir la ciudad de Lima luego del terremoto de 1746. Tras la Emancipación se le encargaría dar una nueva imagen a la Ciudad de los Reyes.
Como arquitecto tuvo como primer encargo el diseño de las torres de la Catedral de Lima, en ellas mantiene el estilo barroco imperante aún en tierras americanas. No obstante, éstas reflejan el nuevo estilo iconoclasta, vigente en Europa. Igualmente para la catedral, realizó el Retablo Mayor en 1805, obra maestra, que sirvió de modelo para trabajos posteriores.
Los nuevos retablos mayores para la Iglesia de San Francisco, San Pedro y para la capilla El Milagro fueron sus siguientes encargos. En esta última realizó el altar mayor y los seis retablos laterales. En ellos observamos que mantuvo su particular estilo arquitectónico, caracterizado por el orden y la racionalidad, y de este modo se convirtió en el principal exponente del estilo neoclásico en Lima. Al año siguiente, en 1806 se le encomendó la tarea de remodelar la iglesia de Nuestra Señora del Rosario más conocida como Santo Domingo. En ella observamos que el nuevo estilo neoclásico se muestra más remarcado que en la Catedral.
En la capilla El Milagro y en la iglesia del Santo Cristo de las Maravillas vemos reflejados sus mismos principios arquitectónicos; las portadas presentan un arco de medio punto y a sus lados uno o dos pares de pilastras o columnas, respectivamente, ambos rematados por un entablamento sobre el cual se abre una ventana.
Finalmente debemos mencionar la portada de la iglesia de la Soledad, de la que sólo se le atribuye la parte inferior de la misma, debido a que muestra el estilo su estilo neoclásico característico en su obra.
Dos de las obras más significativas de Matías Maestro fueron de orden civil: la primera fue el Cementerio General de Lima, llamado hoy Cementerio Presbítero Maestro en su honor, encomendado en el año de 1808. Este fue construido a las afueras de la ciudad debido a cuestiones de salubridad, bajo el diseño Serliano.
El Cementerio estaba dividido en tres partes: atrio, capilla y el cementerio propiamente dicho. En donde la capilla preservó sus modelos clásicos, siguió el modelo de los templos antiguos, mantuvo la planta octogonal, así como el damero de mármol sobre el cual se levantó el baldaquino de ocho columnas que actualmente podemos apreciar.
La segunda obra fue el Colegio de Medicina de San Fernando, edificado en 1811, el cual estuvo ubicado frente a la plaza Santa Ana, sobre los antiguos terrenos del Hospital San Andrés. Cabe destacar en este edificio su fachada, completamente simétrica, de características sobrias, típicas del siglo XIX. Lamentablemente fue derrumbada para construcciones posteriores.

### Obra pictórica
Al no estar firmada, el estudio de la obra pictórica de Matías Maestro presenta algunos problemas y su atribución ha de hacerse de acuerdo con las características estilísticas del autor. Otro problema es la poca información que brindan quienes han escrito sobre su obra y únicamente las mencionan como de su autoría, sin ninguna descripción ni estudios más complejos. Algunas de estas obras son los retratos de los arzobispos ubicados en la Sala Capitular de la Catedral de Lima, el del arzobispo de la Reguera, que se encuentra en la Galería Ortiz de Cevallos y algunos de los cuadros murales de la catedral.
La mayoría de los autores definen el estilo de Matías Maestro como de transición, ya que no es estrictamente neoclásico, sino que lo tildan de un “barroco temperado” que tiende al orden clásico. Cabe resaltar que en Lima durante la última etapa del virreinato el estilo barroco sufrió un cambio llamado por los especialistas de transción hasta convertirse al academicismo neoclásico. Entre las obras de Matias Maestro podemos mencionar el mural que decoraba la bóveda central de la iglesia de Santo Domingo, así mismo las pinturas murales de la bóveda de la capilla del Cementerio General de Lima, ambas destruidas.
Actualmente podemos apreciar en la iglesia de Santo Domingo Los Desposorios de Santa Rosa de Lima. En la Catedral de Lima, La Apoteosis de la Iglesia, La presentación de santa Rosa con Santos peruanos y retratos de los prelados en la Arquidiócesis de Lima; el Retrato del Arzobispo González de la Reguera se encuentra en la galería Ortiz de Zevallos; por último en la casa de Ejercicios de la tercera orden franciscana se encuentran Escenas de la Vida de Cristo.

### Obra escultórica
En la actualidad se conservan muy pocos ejemplos de su obra escultórica. Tenemos el Púlpito de la Catedral de Lima, atribuido por algunos especialistas; la Virgen de la O (1809) atribuida por José García Bryce, ubicada en la iglesia de San Pedro; la figura del Arzobispo De la Reguera, en la Casa de Ejercicios de la tercera orden franciscana, y en la desaparecida capilla del Cementerio General encontramos un Cristo yaciente.

### Obra musical
Hay un manuscrito fechado en Lima el 1° de enero de 1786 que en su carátula reza: "Quaderno de Musica para Guitarra de Mathias Josè Maestro"; sus medidas son: 32 cm. x 22.5 cm en formato apaisado. El manuscrito llegó a manos de don Guillermo Ugarte Chamorro, recordado estudioso del teatro peruano, quien en julio de 1997 lo cedió al guitarrista y compositor Javier Echecopar Mongilardi para que lo estudiase a profundidad y fuese digitalizado y publicado. 
El cuaderno tiene 17 páginas, incluyendo la carátula y la contra carátula, doce de las cuales están pentagramadas. Originalmente tuvo 25 páginas pero las finales habrían sido retiradas por el mismo Matias Maestro quien aparentemente las utilizaba para hacer sus bosquejos arquitectónicos y ornamentales, tal como consta en algunas de ellas. 
Entre las obras musicales que contiene encontramos: sonatas, minués, fandango, andantes, allegros, largo, rondó y preludios. La mayoría de las piezas fueron escritas originalmente para guitarra sola, pero hay también algunas páginas en las que encontramos una línea melódica o la armonía que indicaba que la guitarra formaba parte de un acompañamiento musical. 
En la segunda mitad del Cuaderno, existen tres páginas con partituras que sugieren ser ejercicios para la técnica guitarrística y musical, llevan como título: "Preludios por todos Tonos". Las obras contenidas en el cuaderno fueron escritas para la llamada ‘guitarra de transición’ de 6 órdenes (que puede situarse entre una guitarra barroca de cinco órdenes y una guitarra clásico - romántica de seis cuerdas). Al parecer este manuscrito fue escrito en España tres años antes de que Maestro llegase a Lima y lo llevó consigo entre sus pertenencias.
Aún no se sabe si él es autor de las piezas del manuscrito o únicamente fue su propietario.